# Сьо Іку
Сьо Іку (яп. 尚 育; 19 серпня 1813 — 25 жовтня 1847) — 24-й ван Рюкю в 1828—1847 роках.

## Життєпис
Походив з Другої династії Сьо. Старший син вана Сьо Кьо. Здобув конфуціанську освіту. 1828 року після відсторонення батька призначається кокусі (регентом) і сессей (першим міністром). Втім мав номінальну владу, фактично Рюкю керувала Вища рада (сансікан). 1831 року було здійснено оновлення збірки законів «Рюкю-каріцу». Лише 1834 року після смерті Сьо Кьо отримав титул вана, який було затверджено 1835 року сьогуном Токуґава Іенарі. 1838 року отримав формальне підтвердження свого титулу від цінського двору.
Більше цікавився науковими розвитками та поширення освіти серед населення. 1844 року під тиском французького військового флоту дозволив французам торгувати в порту Наха. Згодом джозволив діяльність католицького священника Теодора-Августина Форкаде від Паризького товариства закордонних місій. 1846 року під тиском Франції змусив оголосити Наху відкритим портом та надати дозвіл на діяльність європейців в Рюкю. Того ж року було надано дозвіл британському місіонеру Бернарду-Джону Беттельгайму. Невдовзі той заснував першу іноземну лікарню при храмі Гококудзі в м. Наміноуе.
Помер 1847 року. Спадкував йому другий син Сьо Тай.